# Ибрагимов, Магомед Асланович
Магомед Асланович Ибрагимов (5 августа 1990) — российский тхэквондист. Призёр чемпионата России.

## Спортивная карьера
В сентябре 2008 года в Ульяновске стал бронзовым призёром чемпионата России.В начале августа 2010 года принимал участие на учебно-тренировочных сборах национальной команды России в Кстово. В декабре 2010 года во Владикавказе стал серебряным призёром чемпионата России.

## Достижения
- Чемпионат Европы по тхэквондо среди юношей 2007 — ;
- Чемпионат России по тхэквондо 2008 — ;
- Чемпионат России по тхэквондо 2010 — ;